# يونقة
موقع يونقة الأثري أو قصر الروم (Younga)، هي مدينة رومانية ثم بيزنطية قديمة تقع جنوب مدينة المحرس في تونس.

## التاريخ
في التاريخ القديم، عرفت المدينة نشاطا مسيحيا كبيرا الشيء الذي يفسر تشييد العديد من المباني الدينية. منذئذ، أصبح للمدينة علاقات متينة مع مدن أخرى مثل قرطاج. عدة مؤرخين مثل التونسية زينب بنزينة، ذكروا أن أسقف المدينة Valentinianus كان ممثل يونقة في مجمع قرطاج في 411. من جهة أخرى، استقبلت يونقة مجمع إقليمي في 524.

في 534، اختار البيزنطيون مدينة المحرس لإنشاء مدينتهم الجديدة على أنقاض المدن الفينيقية والرومانية، وشيدوا حصنا هاما يعرف اليوم باسم برج يونقة.

هذا الحصن اكتشف سنة 1944 من قبل عالم الآثار الفرنسي لوي بوانسو، معتبرا إياه المكان الذي تحدث عنه الجغرافيَيْن العربيَيْن أبو عبيد الله البكري والإدريسي في القرنين الحادي عشر والثاني عشر تحت اسم قصر الروم، والذي كان قد حُوِّلَ في القرن التاسع إلى رباط من قبل الأغالبة الذين رمموه وغيروا الجزء العلوي من أسواره. 

عالم الآثار لوي بوانسو اعتبر أيضا أن يونقة هو الاسم الجديد لمدينة Macomades Minores والتي تسمى أيضا Macomades Iunci أو Iunca. في 1936، تم اكتشاف علامة عسكرية في محيط هذا الموقع الأثري يرجع تاريخها لمنتصف القرن الثالث، أكد هذه المعلومة حول اسم المدينة القديم. هذا الاسم تغير في القرن الرابع.

## بيبليوغرافيا
- الهاشمي بيبي، Mahares. Site stratégique, civilisation et arts (المحرس. الموقع الأثري، الحضارة والفنون)، تونس العاصمة، 2002.
- بول تروسيه، Iunci، الموسوعة البربرية، الجزء 25، منشورات Édisud، آكس أون بروفانس، الصفحات 3806-3812، 2003 (اقرأ هنا).